# Piazza Garibaldi (Caltanissetta)
La piazza Garibaldi è la principale piazza del centro storico di Caltanissetta, nonché la più importante di tutta la città. È situata all'incrocio dei due principali assi del centro storico, Corso Vittorio Emanuele e Corso Umberto I.
La piazza ha la vaga forma di un quadrilatero con le misure di 40 m (lato ovest), 50 m (lato est), 40 m (lato nord) e 30 m (lato sud).
Sul lato orientale della piazza sorge l'imponente Cattedrale di Caltanissetta, sul lato occidentale si trova la Chiesa di San Sebastiano, la cui facciata è caratterizzata dai suoi colori porpora e azzurro. Sul lato nord della piazza si apre C.so Umberto I e il lato sud del palazzo del Carmine sede del Comune di Caltanissetta.
Sul lato sud della piazza si affaccia Palazzo Salomone (XVII-XVIII sec.) e la continuazione di Corso Umberto I.
Al centro della piazza è situata la statua in bronzo della Fontana del Tritone, opera dello scultore nisseno Michele Tripisciano.
La struttura della fontana è opera dell'Architetto Gaetano Averna che la progettò per essere posta al centro della piazza, in sostituzione di un antico lampione in ferro a cinque luci, il 15 dicembre 1956 giorno della inaugurazione.
Tra la fine del 2008 e l'inizio del 2009, l'intera piazza Garibaldi è stata sottoposta a lavori di ripavimentazione per sostituire il vecchio manto in asfalto con delle più estetiche basole in pietra lavica, ciò nell'ambito di un progetto di riqualificazione urbanistica del centro storico chiamato: La grande piazza. I lavori hanno permesso di creare un'ampia zona pedonale, leggermente rialzata dal livello stradale e isolata dal traffico veicolare.
Storicamente la piazza, prima dell'unità d'Italia, aveva il nome di Piazza Ferdinando in onore del Re Ferdinando II di Borbone.

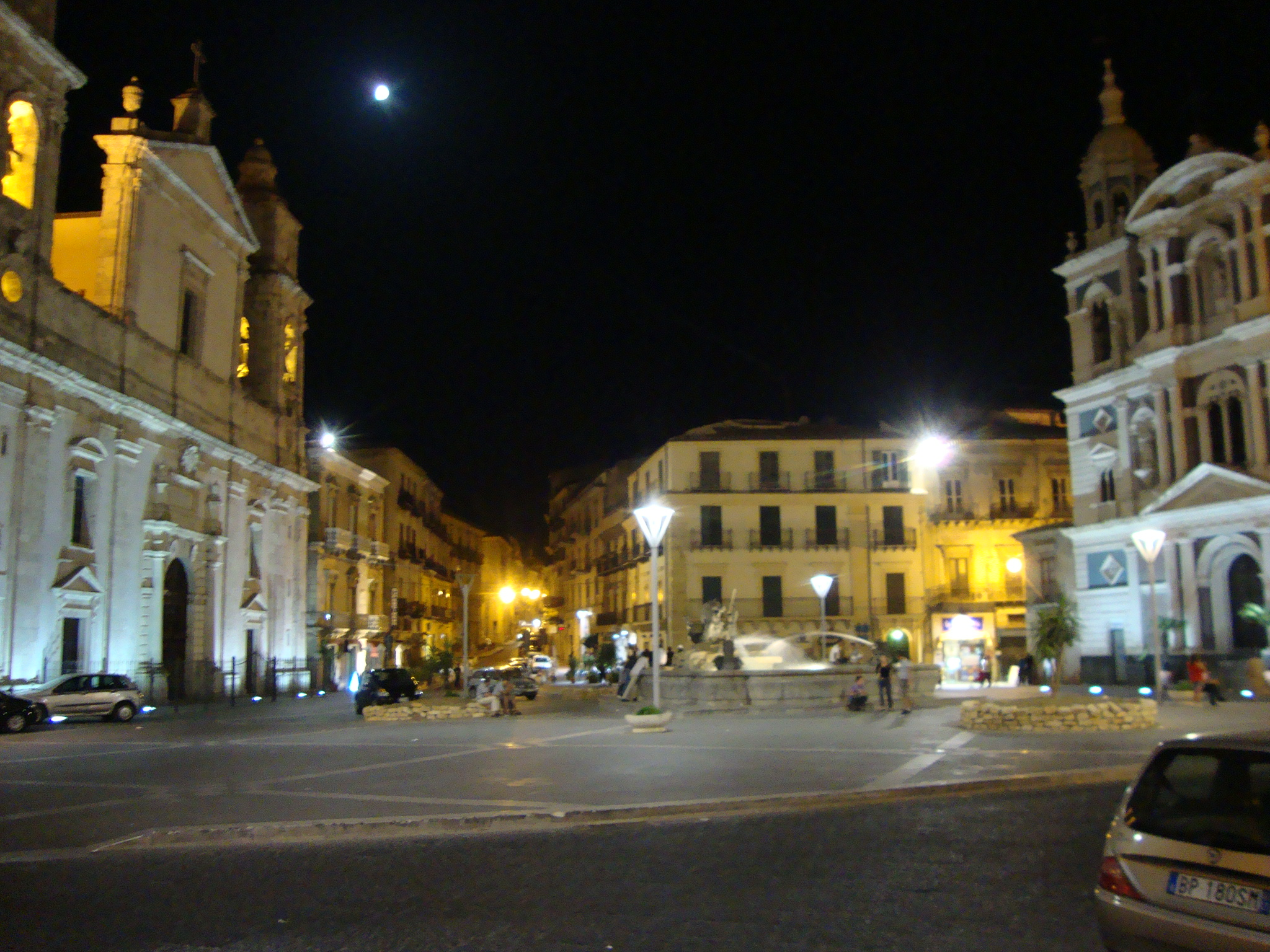
Veduta serale della piazza Garibaldi, dopo i lavori di ripavimentazione del 2009 che hanno visto l creazione de La grande piazza.
Inizi 900: due cartoline della piazza Garibaldi con vista su C.so Umberto I; con il vecchio lampione a cinque luci, prima della collocazione della Fontana del tritone.
Vista dall'alto della facciata della Cattedrale e della piazza Garibaldi; cartolina di prima del dicembre 1956.